# Bourville
Bourville – miejscowość i gmina we Francji, w regionie Normandia, w departamencie Sekwana Nadmorska.
Według danych na rok 1990 gminę zamieszkiwało 318 osób, a gęstość zaludnienia wynosiła 48 osób/km² (wśród 1421 gmin Górnej Normandii Bourville plasuje się na 596. miejscu pod względem liczby ludności, natomiast pod względem powierzchni na miejscu 562.).
W tej miejscowości dzieciństwo spędził francuski aktor André Raimbourg i od nazwy miejscowości wziął się jego artystyczny pseudonim Bourvil.